# Grande amore
Grande amore – singiel włoskiego zespołu muzycznego Il Volo napisany przez Francesco Boccię oraz Ciro Esposito, wydany 12 lutego 2015 roku nakładem wytwórni Sony Music oraz wydany na płycie trio zatytułowanej Sanremo grande amore.
Utwór wygrał 65. Festiwal Piosenki Włoskiej w San Remo, dzięki czemu reprezentował Włochy podczas 60. Konkursu Piosenki Eurowizji w 2015 roku, w którym zajął 3. miejsce.

## Historia utworu

### Nagrywanie
Piosenka została napisana w 2003 roku przez piosenkarza Francesco Boccię oraz skomponowana przez Ciro „Tommy'ego” Esposito, członka zespołu Il Giardino dei Semplici, z myślą o nagraniu go przez wykonawców muzyki klasycznej. W 2005 roku Boccia nagrał swoją wersję utworu, z którą zgłosił się do udziału w 55. Festiwalu Piosenki Włoskiej w San Remo, jednak nie została dopuszczona do stawki konkursowej z powodu uznania jej za starą.
Po dwunastu latach zaniechania pracy nad utworem, numer został zaproponowany duetowi Operapop (Francesco Carliemu i Enrico Giovagnoliemu), uczestnikowi sekcji Debiutanci podczas 65. Festiwalu Piosenki Włoskiej w San Remo. Udział wokalistów nie doszedł jednak do skutku z powodu ich zbyt młodego wieku. Ofertę wykonania utworu podczas widowiska otrzymała później Orietta Berti, jednak odrzuciła ona udział w festiwalu.
Dyrektor artystyczny i główny prowadzący festiwalu, Carlo Conti, zaproponował przydzielenie piosenki trio Il Volo po wyrażeniu negatywnej opinii dotyczącej pierwotnie zgłoszonej przez zespół propozycji. Po skontaktowaniu się z Pasqualem Mammaro, współtwórcą piosenki oraz menedżerem Operapop, a także z Michele Torpedine, opiekunem Il Volo, kompozycja została oficjalnie przypisana trzem tenorom.

### Tekst
Pierwotnie tekst utworu był pisany z myślą o wykorzystaniu go jako serenady wykonywanej przez kochanka pod balkonem swojej ukochanej. Trio Il Volo zmieniło jednak nieco kilka wersów po uznaniu, że oryginalna warstwa tekstowa jest staromodna i nieadekwatna do ich młodego wieku.
W lipcu 2015 roku zespół opublikował nową wersję piosenki z hiszpańską wersją językową.

### Teledysk
Oficjalny teledysk do utworu miał swoją premierę 12 lutego w serwisach Vevo i YouTube, jego reżyserem został Mauro Russo. W klipie tenorzy odtwarzają słynne kadry filmowe: Gianluca Ginoble pojawił się jako bohater filmu Spider-Man, Ignazio Boschetto – Uwierz w ducha, a Piero Barone – Powrót do przyszłości. Po tygodniu od premierowej publikacji klip osiągnął wynik ponad pięciu milionów wyświetleń.

### Wykonania na żywo: Festiwal Piosenki Włoskiej w San Remo i Konkurs Piosenki Eurowizji
W grudniu piosenka została zakwalifikowana do stawki konkursowej 65. Festiwalu Piosenki Włoskiej w San Remo. Jeszcze przed pierwszym koncertem „Grande amore” był jednym z faworytów do wygrania. Utwór został wykonany premierowo 11 lutego przez Il Volo podczas drugiego dnia koncertowego widowiska, w którym otrzymał łącznie 26,64% poparcia po zsumowaniu głosowania telewidzów (44,56% głosów) oraz komisji jurorskiej (8,73%), dzięki czemu awansował do rundy finałowej festiwalu z pierwszego miejsca. Ostatecznie zdobył w nim 39,05% głosów (56,19% od telewidzów, 22,92% od komisji ekspertów i 32,34% od jurorów), dzięki czemu zajął pierwsze miejsce oraz otrzymał statuetkę Złotego Lwa. Dyrygentem orkiestry podczas występu Il Volo była Carolina Bubbico.
Tydzień po finale festiwalu włoski nadawca publiczny RAI potwierdził, że „Grande amore” będzie utworem reprezentującym Włochy podczas 60. Konkursu Piosenki Eurowizji organizowanego w Wiedniu. Utwór został zaprezentowany jako ostatni, dwudziesty siódmy w kolejności podczas finału widowiska, który odbył się 23 maja, i zajął ostatecznie 3. miejsce ze 292 punktami na koncie, w tym z maksymalnymi notami 12 punktów od Albanii, Cypru, Grecji, Izraela, Malty, Portugalii, Rumunii, Rosji i Hiszpanii.
| Kraj             | Lista (2015)         | Najwyższe miejsce |
| ---------------- | -------------------- | ----------------- |
| Belgia (Walonia) | Ultratop 50          | 1                 |
| Grecja           | Greece Digital Songs | 1                 |
| Włochy           | Single Top 20        | 1                 |
| Islandia         | Tonlist              | 4                 |
| Austria          | Ö3 Austria Top 40    | 5                 |
| Szwajcaria       | Singles Top 75       | 19                |

| Kraj   | Certyfikat | Sprzedaż |
| ------ | ---------- | -------- |
| Włochy | Platyna    | 50 000   |